# Volta a Cataluña 1967
La Volta a Cataluña 1967 fue la 47.ª edición de la Volta a Cataluña. Se disputó en 8 etapas del 6 al 13 de septiembre de 1967 con un total de 1.404 km. El vencedor final fue el francés Jacques Anquetil del equipo Bic por delante del español Antonio Gómez del Moral del Kas y del suizo Robert Hagmann del Grammont-Tigra.
La cuarta y séptima etapa estaba dividida en dos sectores. El segundo sector de la sexta etapa, con final en L'Estartit, era un contrarreloj.

## Etapas
| Etapa | Fecha            | Ciudades de etapa                   | km    | Vencedor de la etapa    | Líder de la general     |
| ----- | ---------------- | ----------------------------------- | ----- | ----------------------- | ----------------------- |
| 1ª    | 6 de septiembre  | Tarrasa – Tortosa                   | 205,0 | Willy Van Neste         | Willy Van Neste         |
| 2ª    | 7 de septiembre  | Tortosa – San Carlos de la Rápita   | 104,0 | Daniel Van Ryckeghem    | Willy Van Neste         |
| 3ª    | 8 de septiembre  | San Carlos de la Rápita – Tarragona | 111,0 | Gregorio San Miguel     | Willy Van Neste         |
| 4ª A  | 9 de septiembre  | Tarragona - Moyá                    | 140,0 | Antonio Gómez del Moral | Antonio Gómez del Moral |
| 4ª B  | 9 de septiembre  | Moyá – Manresa                      | 79,0  | Jan Janssen             | Antonio Gómez del Moral |
| 5ª    | 10 de septiembre | Manresa - Barcelona - Tárrega       | 217,0 | Daniel Van Ryckeghem    | Antonio Gómez del Moral |
| 6ª    | 11 de septiembre | Tárrega - Camprodón                 | 237,0 | Jan Janssen             | Antonio Gómez del Moral |
| 7ª A  | 12 de septiembre | Camprodón - Figueras                | 86,0  | Jan Janssen             | Antonio Gómez del Moral |
| 7ª B  | 12 de septiembre | Figueras – Estartit ([CRI)          | 45,0  | Jacques Anquetil        | Jacques Anquetil        |
| 8ª    | 13 de septiembre | Estartit - Castelldefels            | 180,0 | Daniel Van Ryckeghem    | Jacques Anquetil        |

### 1ª etapa[1]
06-09-1967: Tarrasa – Tortosa, 205,0:
|   | Ciclista            | Equipo         | Tiempo     |
| - | ------------------- | -------------- | ---------- |
| 1 | Willy Van Neste     | Mann-Grundig   | 5h 45' 58" |
| 2 | Robert Hagmann      | Grammont-Tigra | + 18"      |
| 3 | José Antonio Momeñe | Fagor          | m. t.      |

|   | Ciclista            | Equipo         | Tiempo     |
| - | ------------------- | -------------- | ---------- |
| 1 | Willy Van Neste     | Mann-Grundig   | 5h 45' 58" |
| 2 | Robert Hagmann      | Grammont-Tigra | + 18"      |
| 3 | José Antonio Momeñe | Fagor          | m. t.      |

### 2ª etapa[2]
07-09-1967: Tortosa – San Carlos de la Rápita, 104,0 km.:
|   | Ciclista             | Equipo                   | Tiempo     |
| - | -------------------- | ------------------------ | ---------- |
| 1 | Daniel Van Ryckeghem | Mann-Grundig             | 2h 37' 18" |
| 2 | Bernard Guyot        | Pelforth-Sauvage-Lejeune | m. t.      |
| 3 | Michel Grain         | Bic                      | m. t.      |

|   | Ciclista            | Equipo       | Tiempo     |
| - | ------------------- | ------------ | ---------- |
| 1 | Willy Van Neste     | Mann-Grundig | 8h 23' 06" |
| 2 | José Antonio Momeñe | Fagor        | + 18"      |
| 3 | José Pérez Francés  | Kas          | m. t.      |

### 3ª etapa[3]
08-09-1967: San Carlos de la Rápita – Tarragona, 111,0 km.:
|   | Ciclista            | Equipo | Tiempo     |
| - | ------------------- | ------ | ---------- |
| 1 | Gregorio San Miguel | Kas    | 6h 41' 07" |
| 2 | Rolf Wolfshohl      | Bic    | + 01"      |
| 3 | José Manuel Lasa    | Fagor  | m. t.      |

|   | Ciclista            | Equipo       | Tiempo      |
| - | ------------------- | ------------ | ----------- |
| 1 | Willy Van Neste     | Mann-Grundig | 11h 04' 20" |
| 2 | Gregorio San Miguel | Kas          | + 20"       |
| 3 | José Manuel Lasa    | Fagor        | + 27"       |

### 4ª etapa A[4]
9-09-1967: Tarragona - Moyá, 140,0 km.:
| Resultado de la 4ª etapa \| \| Ciclista \| Equipo \| Tiempo \| \| - \| ----------------------- \| -------------- \| ---------- \| \| 1 \| Antonio Gómez del Moral \| Kas \| 4h 01' 12" \| \| 2 \| Jos Huysmans \| Mann-Grundig \| m. t. \| \| 3 \| Paul Gutty \| Grammont-Tigra \| m. t. \| |                         |                |            |
| | Ciclista                | Equipo         | Tiempo     |
| 1 | Antonio Gómez del Moral | Kas            | 4h 01' 12" |
| 2 | Jos Huysmans            | Mann-Grundig   | m. t.      |
| 3 | Paul Gutty              | Grammont-Tigra | m. t.      |

### 4ª etapa B
09-09-1967: Moyá – Manresa, 79,0 km.:
| Resultado de la 4ª etapa B \| \| Ciclista \| Equipo \| Tiempo \| \| - \| ------------ \| ------------------------ \| ---------- \| \| 1 \| Jan Janssen \| Pelforth-Sauvage-Lejeune \| 1h 53' 38" \| \| 2 \| Michel Grain \| Bic \| m. t. \| \| 3 \| Ramón Sáez \| Ferrys \| m. t. \| |              |                          |            |
| | Ciclista     | Equipo                   | Tiempo     |
| 1 | Jan Janssen  | Pelforth-Sauvage-Lejeune | 1h 53' 38" |
| 2 | Michel Grain | Bic                      | m. t.      |
| 3 | Ramón Sáez   | Ferrys                   | m. t.      |

Clasificación general después de la 4ª etapa
|   | Ciclista                | Equipo       | Tiempo     |
| - | ----------------------- | ------------ | ---------- |
| 1 | Antonio Gómez del Moral | Kas          | 17h 0' 07" |
| 2 | Willy Van Neste         | Mann-Grundig | + 22"      |
| 3 | Gregorio San Miguel     | Kas          | + 42"      |

### 5ª etapa[5]
10-09-1967: Manresa - Barcelona - Tárrega, 217,0 km. :
|   | Ciclista             | Equipo       | Tiempo     |
| - | -------------------- | ------------ | ---------- |
| 1 | Daniel Van Ryckeghem | Mann-Grundig | 5h 22' 15" |
| 2 | Ramón Sáez           | Ferrys       | m. t.      |
| 3 | Jordi Mariné         | Fagor        | m. t.      |

|   | Ciclista                | Equipo       | Tiempo      |
| - | ----------------------- | ------------ | ----------- |
| 1 | Antonio Gómez del Moral | Kas          | 22h 22' 22" |
| 2 | Willy Van Neste         | Mann-Grundig | + 22"       |
| 3 | Gregorio San Miguel     | Kas          | + 42"       |

### 6ª etapa
11-09-1967: Tárrega - Camprodón, 237,0 km. :
| Resultado de la 6ª etapa A \| \| Ciclista \| Equipo \| Tiempo \| \| - \| -------------------- \| ------------------------ \| ---------- \| \| 1 \| Jan Janssen \| Pelforth-Sauvage-Lejeune \| 6h 54' 19" \| \| 2 \| Daniel Van Ryckeghem \| Mann-Grundig \| m. t. \| \| 3 \| Jacques Guiot \| Bic \| m. t. \| |                      |                          |            |
| | Ciclista             | Equipo                   | Tiempo     |
| 1 | Jan Janssen          | Pelforth-Sauvage-Lejeune | 6h 54' 19" |
| 2 | Daniel Van Ryckeghem | Mann-Grundig             | m. t.      |
| 3 | Jacques Guiot        | Bic                      | m. t.      |

|Clasificación general después de la 6ª etapa
|   | Ciclista                | Equipo       | Tiempo      |
| - | ----------------------- | ------------ | ----------- |
| 1 | Antonio Gómez del Moral | Kas          | 29h 16' 41" |
| 2 | Willy Van Neste         | Mann-Grundig | + 22"       |
| 3 | Gregorio San Miguel     | Kas          | + 42"       |

|}

### 7ª etapa A[6]
12-09-1967: (7 A Camprodón - Figueras 86 km) y (7B Figueras – Estartit 45 km CRI):
| Resultado de la 7ª etapa \| \| Ciclista \| Equipo \| Tiempo \| \| - \| --------------------------- \| ------------------------ \| ---------- \| \| 1 \| Jan Janssen \| Pelforth-Sauvage-Lejeune \| 2h 01' 35" \| \| 2 \| Ramón Sáez \| Ferrys \| m. t. \| \| 3 \| José Manuel López Rodríguez \| Fagor \| m. t. \| |                             |                          |            |
| | Ciclista                    | Equipo                   | Tiempo     |
| 1 | Jan Janssen                 | Pelforth-Sauvage-Lejeune | 2h 01' 35" |
| 2 | Ramón Sáez                  | Ferrys                   | m. t.      |
| 3 | José Manuel López Rodríguez | Fagor                    | m. t.      |

### 7ª etapa B
13-09-1968: Figueras – Rosas, 45,0 km. (CRI):
|   | Ciclista         | Equipo         | Tiempo     |
| - | ---------------- | -------------- | ---------- |
| 1 | Jacques Anquetil | Bic            | 1h 08' 10" |
| 2 | Robert Hagmann   | Grammont-Tigra | + 46"      |
| 3 | Francisco Gabica | Kas            | + 1' 35"   |

|   | Ciclista         | Equipo         | Tiempo     |
| - | ---------------- | -------------- | ---------- |
| 1 | Jacques Anquetil | Bic            | 3h 09' 45" |
| 2 | Robert Hagmann   | Grammont-Tigra | + 56"      |
| 3 | Francisco Gabica | Kas            | + 1' 38"   |

### 8ª etapa[7]
13-09-1967: Estartit - Casteldefels, 180,0 km.:
|   | Ciclista             | Equipo                   | Tiempo     |
| - | -------------------- | ------------------------ | ---------- |
| 1 | Daniel Van Ryckeghem | Mann-Grundig             | 4h 38' 40" |
| 2 | Jan Janssen          | Pelforth-Sauvage-Lejeune | m. t.      |
| 3 | Ramón Sáez           | Ferrys                   | m. t.      |

|   | Ciclista                | Equipo         | Tiempo      |
| - | ----------------------- | -------------- | ----------- |
| 1 | Jacques Anquetil        | Bic            | 37h 06' 25" |
| 2 | Antonio Gómez del Moral | Kas            | + 37"       |
| 3 | Robert Hagmann          | Grammont-Tigra | + 1' 16"    |

## Clasificación General
|    | Ciclista                 | Equipo                   | Tiempo      |
| -- | ------------------------ | ------------------------ | ----------- |
|    | Jacques Anquetil         | Bic                      | 37h 06' 25" |
| 2  | Antonio Gómez del Moral  | Kas                      | + 37"       |
| 3  | Robert Hagmann           | Grammont-Tigra           | + 1' 16"    |
| 4  | Ginés García             | Fagor                    | + 1' 38"    |
| 5  | José Manuel Lasa         | Fagor                    | + 1' 55"    |
| 6  | José Pérez Francés       | Kas                      | + 2' 11"    |
| 7  | Gregorio San Miguel      | Kas                      | + 2' 23"    |
| 8  | Bernard Guyot            | Pelforth-Sauvage-Lejeune | + 2' 33"    |
| 9  | Willy Van Neste          | Mann-Grundig             | + 2' 52"    |
| 10 | Bernard Van De Kerckhove | Pelforth-Sauvage-Lejeune | + 3' 16"    |

## Clasificaciones secundarias
|   | Ciclista               | Equipo | Puntos    |
| - | ---------------------- | ------ | --------- |
| 1 | Joaquín Galera         | Kas    | 50 puntos |
| 2 | Antonio Blanco         | Karpy  | 41 puntos |
| 3 | Francisco Juan Granell | Karpy  | 38 puntos |

|   | Ciclista                    | Equipo                   | Puntos   |
| - | --------------------------- | ------------------------ | -------- |
| 1 | Jordi Mariné                | Fagor                    | 19 punts |
| 2 | José Manuel López Rodríguez | Fagor                    | 12 punts |
| 3 | Émile Bodart                | Pelforth-Sauvage-Lejeune | 6 puntos |

|   | Ciclista             | Equipo                   | Puntos    |
| - | -------------------- | ------------------------ | --------- |
| 1 | Daniel Van Ryckeghem | Mann-Grundig             | 56 puntos |
| 2 | Jan Janssen          | Pelforth-Sauvage-Lejeune | 46 puntos |
| 3 | Michel Grain         | Bic                      | 35 puntos |

|   | Equipo       | Nacionalidad | Tiempo       |
| - | ------------ | ------------ | ------------ |
| 1 | Fagor        | España       | 148h 36' 26" |
| 2 | Kas          | España       | + 15"        |
| 3 | Mann-Grundig | Bélgica      | + 12' 30"    |